# Nimtek
Nimtek är en sjö i Arjeplogs kommun och Arvidsjaurs kommun i Lappland och ingår i Piteälvens huvudavrinningsområde. Sjön har en area på 1,55 kvadratkilometer och ligger 488 meter över havet. Nimtek ligger i naturreservatet Nimtek och i Nimtek Natura 2000-område. Sjön avvattnas av vattendraget Valkanjaurbäcken.

## Delavrinningsområde
Nimtek ingår i det delavrinningsområde (732287-162129) som SMHI kallar för Utloppet av Nimtek. Medelhöjden är 518 meter över havet och ytan är 12,49 kvadratkilometer. Det finns inga avrinningsområden uppströms utan avrinningsområdet är högsta punkten. Valkanjaurbäcken som avvattnar avrinningsområdet har biflödesordning 3, vilket innebär att vattnet flödar genom totalt 3 vattendrag innan det når havet efter 202 kilometer. Avrinningsområdet består mestadels av skog (88 procent). Avrinningsområdet har 1,55 kvadratkilometer vattenytor vilket ger det en sjöprocent på 12,4 procent.